# TAFISAワールドスポーツ・フォア・オールゲームズ
TAFISAワールドスポーツ・フォア・オールゲームズ（英: TAFISA World Sport for All Games）とは国際スポーツ・フォア・オール協議会 (TAFISA) の主催で4年に1度開催される国際スポーツ総合競技大会である。1992年に第1回大会がドイツのボンで「世界伝統スポーツ祭」として開催された。2004年にカナダのモントリオールで開催予定であったが、財政難のため中止された。2008年に韓国の釜山で開催され、この大会から参加型のニュースポーツも競技に加わり、「ワールドスポーツ・フォア・オールゲームズ」と名称変更した。

## 大会一覧
| 回 | 期間                  | 開催都市     | 開催国       |
| -- | --------------------- | ------------ | ------------ |
| 1  | 1992年                | ボン         | ドイツ       |
| 2  | 1996年                | バンコク     | タイ         |
| 3  | 2000年                | ハノーファー | ドイツ       |
| 4  | 2008年9月26日-10月2日 | 釜山         | 韓国         |
| 5  | 2012年7月6日-11日     | シャウレイ   | リトアニア   |
| 6  | 2016年10月6日-12日    | ジャカルタ   | インドネシア |
| 6  | 2020年                | リスボン     | ポルトガル   |